# Jozef Korec
Jozef Korec (11. prosince 1910, Bošany – 30. října 1987, Bratislava) byl římskokatolický kněz, pedagog a veřejný činitel.

## Životopis
Po ukončení studia teologie byl vysvěcen za kněze v Banské Bystrici (1936). Působil jako středoškolský profesor náboženství na obchodní akademii a průmyslové škole v Banské Bystrici (1941–1945). Působil jako vysokoškolský profesor morálky a církevních dějin, docent a profesor na Cyrilometodějské teologické fakultě UK, rektor kněžského semináře v Bratislavě. Byl rovněž tajemníkem diecézního výboru Mírového hnutí katolických duchovních a autorem náboženských článků.